# 大内峠

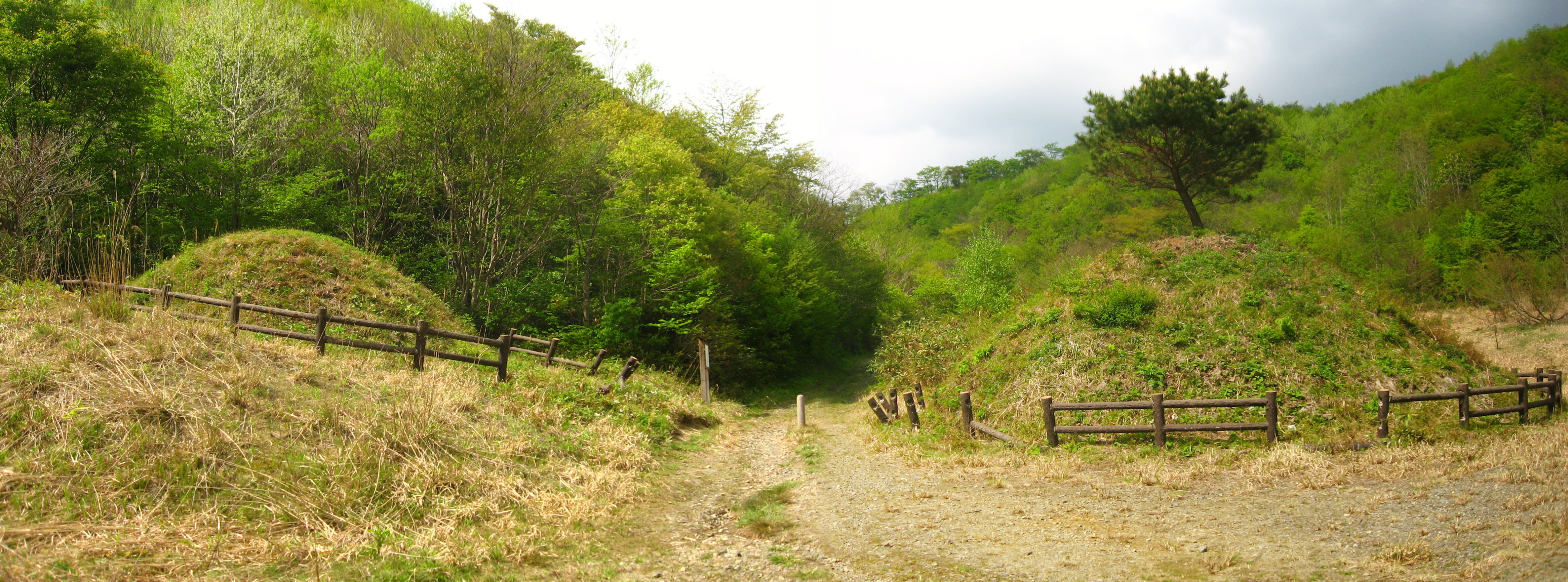
大内峠一里塚

大内峠（おおうちとうげ）は、福島県会津若松市と同県南会津郡下郷町の境界にある峠。峠の南側には、古くの宿場の雰囲気を残し、茅葺きの民家などが残る大内宿が存在する。
現在、国道などは経由していないが、現在は峠のやや西寄りの付近を福島県道131号下郷会津本郷線が経由している。この県道は改修が行われており、当峠の北に位置する氷玉峠付近の改修も含めて2003年4月に開通したバイパスが存在し、大沼郡会津美里町方面と結ばれている。峠付近には一里塚が存在している。

## 歴史

### 中世〜近世
当時、会津若松と下野国今市を結んでいた下野街道（会津西街道）が当峠付近を経由していた。また、保科氏の時代などでは参勤交代でも経由をしていた。1610年には本峠南側の大内村の記録が残るほか、大内村は1643年の保科正之が会津に入ったころに宿場として整えられていったとされる。
1684年、戸板山の崩壊により五十里川が埋められたため、下野街道は役割を果たせなくなってしまい、松川新道という新しい街道が開かれた。これによって大内峠は一度打撃を受けるが、その後1723年に五十里川の湖が決壊したことにより再び役割を取り戻した。しかし、その後会津藩は本峠を経由する街道の主な役割であった廻米を別経路（猪苗代湖などを経由するもの）に移したため、1844年には廻米が通らなくなったとされる。

### 近代
明治時代に三島通庸によって改修された会津三方道路の野州街道は当峠を経由せず、峠の東の地域、現在の会津若松市大戸町の阿賀川近くなどを経由するようになった。

### 現代
前述のような経緯のため、会津三方道路の後身にあたる、福島県会津地方と栃木県を結ぶ国道121号も当峠付近を経由していない。しかし、その後に前述の福島県道131号下郷会津本郷線が本峠を経由するようになっている。